# Walt Disney Imagineering
Walt Disney Imagineering Research and Development, Inc. popularment anomenat com a "Imagineering" (de l'anglès imagin i engineering, imaginació i enginyeria), és una empresa subsidiària de The Walt Disney Company encarregada de crear, dissenyar i construir els parcs temàtics de The Walt Disney Company, així com les pròpies atraccions, restaurants, hotels i botigues. També dissenya els creuers de Disney Cruise Line i teatres d'arreu del món on s'escenifiquen les obres teatrals de The Walt Disney Company.
L'empresa fou fundada pel mateix Walt Disney, sota el nom de WED Enterprises (de les inicials de Walt Elias Disney) amb la finalitat de dissenyar i construir el parc Disneyland, el 1955 a Anaheim (Califòrnia), i més tard, el Walt Disney World a Orlando (Florida).
Actualment la seu de Walt Disney Imagineering es troba a Glendale (Califòrnia), on treballen els seus treballadors, els "Imagineers", en diversos camps com; il·lustració, arquitectura, enginyeria, escripció i disseny gràfic.